# Кодетова, Барбора
Барбора Кодетова (чеш. Barbora Kodetová; род. 6 сентября 1970 года) — чешская актриса. Наиболее известна своей ролью Чани в фантастической саге «Дюна».
Дочь актёра Иржи Кодета, внучка актрисы Иржины Стеймаровой и актёра Иржи Стеймара, праправнучка известного чешского актёра Венделина Будила, представитель знаменитой чешской театральной династии. Жена чешского скрипача Павла Шпорцла. Есть дочь Виолета.
Окончила консерваторию в 1990 году. До 1995 года играла в Национальном театре в Праге.

## Фильмография
- 1992 — Пещера золотой розы 2 (ТВ) / Fantaghirò 2 — Caterina
- 1993 — Пещера золотой розы 3 (ТВ) / Fantaghirò 3 — White Witch
- 1995 — Ucitel tance — Lydie
- 1998 — Rivers of Babylon — Lenka
- 1999 — Den Starkare — Nora
- 2000 — Дюна (мини-сериал) / Dune — Чани
- 2003 — Дети Дюны (мини-сериал) / Children of Dune — Чани
- 2004 — Принц и я / Prince & Me, The — English Teacher’s Assistant
- 2006 — Тристан и Изольда / Tristan & Isolde — Lady Marke
- 2008 — Top star magazín (сериал) — камео
- 2009 — Peklo s princeznou — Nanny Betuse
- 2010 — A Son's War — Frantiska Wiener